# Matthias Kleinsteiber
Matthias Kleinsteiber (* 5. Januar 1978 in Meiningen) ist ein ehemaliger deutscher Fußballspieler und aktueller Fußball-Torwarttrainer von Borussia Dortmund.

## Karriere als Spieler
Matthias Kleinsteiber wurde 1992 durch Borussia Dortmund im Alter von 14 Jahren als Jugendspieler von Rot-Weiß Erfurt geholt. Nachdem er die U17 und U19 durchlaufen hatte, spielte er dort ab 1996 in der zweiten Mannschaft in der Regionalliga Nord. Fünf Jahre später wechselte er zu Rot-Weiß Oberhausen in die Zweite Bundesliga, absolvierte dort aber nur vier Spiele und verließ den Verein nach einem halben Jahr wieder. 2003 kehrte er zur zweiten Mannschaft von Borussia Dortmund zurück und spielte in 55 Partien in zwei Jahren. 2005 beendete er im Alter von 27 Jahren seine Karriere als Spieler.

## Karriere als Torwarttrainer
Im Anschluss an seine aktive Karriere wurde er Torwarttrainer bei Borussia Dortmund, zunächst für die U19. Nachdem er zwischenzeitlich die zweite Mannschaft als Torwarttrainer betreut hatte, wurde er zur Saison 2017/18 Torwarttrainer der ersten Mannschaft und löste dort Teddy de Beer ab.

## Erfolge
- DFL-Supercup-Sieger 2019 mit Borussia Dortmund